# Clube Desportivo Nô Pintcha
El Clube Desportivo Nô Pintcha és un club capverdià de futbol de la ciutat de Nova Sintra a l'illa de Brava.

## Palmarès
- Lliga de Brava de futbol:[3]

1994, 1995, 1996, 1997, 1998, 1999, 2000, 2001, 2003, 2004, 2006
- Copa de Brava de futbol:

2010
- Torneig d'Obertura de Brava de futbol:

2002, 2004, 2014